# Ральф Меткалф
Ральф Гарольд Меткалф (англ. Ralph Harold Metcalfe; 29 травня 1910 — 10 жовтня 1978) — американський легкоатлет, спринтер. Олімпійський чемпіон і триразовий призер Олімпійських ігор.